# 黎德壽
黎德壽（發音：[lē ɗɨ̌k tʰɔ̂ˀ] ⓘ；1911年10月14日—1990年10月13日），原名潘廷啟（Phan Đình Khải），越南政治人物、軍人、革命家、外交官，前越南社會主義共和國和越南共产党领导人之一，生於南定省南直縣。

## 簡介
黎德壽於1930年由於資助印度支那共產黨，而被法國殖民政府拘捕並監禁六年，1936年獲釋，1939年再度被監禁，並於五年後獲釋。
1945年，黎曾協助領導反殖民獨立運動組織越盟，直至1954年簽訂日內瓦會議，黎德壽加入越南勞動黨（現越南共產黨）政治局，並監察由1956年起開始向南越政府反抗的越共游擊隊組織。黎在越南共产党内历任中央对外联络部部长、中央组织部部长、中央军委副书记等要职，并连续三届当选越共中央政治局委员。
美國於1960年代早期開始介入越南戰爭，從1968年到1973年間曾舉行多場公開及不公開的巴黎和平會談。1970年起，黎曾多次與美國國務卿亨利·基辛格秘密會談，使1973年1月27日的巴黎和平協議得能商討兩越停火事宜，包括在80日內釋放戰俘、國際控制及監察委員會監察雙方停火、南越舉行自由及民主選舉、美國繼續援助南越、北越軍繼續留守南越，以及越南統一。會議繼續召開期間，越南當地尚有一些零星戰鬥，美國會於3月29日前從越南撤軍，但仍向北越發動轟炸。由於雙方持續違反停火協議，黎德壽與基辛格繼續於同年5至6月繼續於巴黎會晤，商討行使停火協議事宜，至6月13日，美國與北越代表正式宣佈行使條文內容。
由此黎德壽與時任美國國務卿亨利·季辛吉雙雙獲得1973年的諾貝爾和平獎，但黎德壽認為越南尚在戰亂中，談妥的停火協議並未落實，且不屑諾貝爾獎的偽善，因此拒絕接受獎項，也迫使五位評委中的兩位離職。1973年以後戰火在越南仍持續了兩年才停止。1990年10月13日，黎德壽去世，终年79歲。